# Vigliano d’Asti
Vigliano d’Asti – miejscowość i gmina we Włoszech, w regionie Piemont, w prowincji Asti.
Według danych na styczeń 2009 gminę zamieszkiwało 857 osób przy gęstości zaludnienia 128,7 os./1 km².